# Lei de Graham
A lei de Graham, formulada em 1829 por Thomas Graham, estabelece que a velocidade de efusão e difusão de dois gases, nas mesmas condições de temperatura e pressão, é inversamente proporcional a raiz quadrada de suas densidades :  {\displaystyle {\frac {v_{1}}{v_{2}}}={\frac {\sqrt {\delta _{2}}}{\sqrt {\delta _{1}}}}}
Sendo {\displaystyle v} as velocidades e {\displaystyle \delta } as densidades.
Faz-se uso deste principio no método de efusão de separação de isótopos.
Esta Lei pode ser aplicada no método de enriquecimento de urânio por meio de efusão gasosa. O urânio encontrado na natureza é uma mistura de 0,7% de Urânio Z=235 e 99,3% de Urânio Z=238. No entanto, o urânio utilizado para fazer energia elétrica é o 235, pois é o único físsil entre os dois, mas sua concentração é extremamente baixa. Para isso era usado a Lei de Graham. Em um recipiente dividido por uma parede porosa era colocado o Urânio, e de acordo com Thomas Graham, o átomo de menor massa molar tende à efusão com maior velocidade. Depois de repetir o mesmo processo inúmeras vezes, o produto seria um Urânio com maior concentração de U Z=235, adequado para o uso em usinas nucleares. Hoje em dia este processo não é mais utilizado, mas sim grandes e potentes centrífugas que fazem com que o Urânio mais pesado concentre-se nas laterais da centrífuga, e o mais leve permaneça no meio dela.
O fenómeno de efusão está relacionado com a energia cinética das moléculas. Devido ao seu movimento constante, as partículas de uma substância distribuem-se uniformemente no  espaço livre. Se ocorre uma concentração maior de partículas num ponto, haverá mais choques entre si, pelo que fará com que se movam até regiões com menor número: as substâncias  efundem de regiões de maior concentração para regiões de menor concentração.